# 1960 في البرازيل
فيما يلي قوائم الأحداث التي وقعت خلال عام 1960 في البرازيل.

## رياضة
- 1 يناير – الدوري البرازيلي الدرجة الأولى 1960 الفائز نادي بالميراس.
- 1 يناير – بطولة العالم لكرة الطائرة للرجال 1960 الفائز Soviet Union men's national volleyball team [الإنجليزية]‏.
- 1 يناير – بطولة العالم لكرة الطائرة للسيدات 1960 الفائز Soviet Union women's national volleyball team [الإنجليزية]‏.
- 1 يناير – بطولة باوليستا 1960 الفائز نادي سانتوس.
- 1 يناير – بطولة كاريوكا 1960 الفائز نادي أمريكا.
- 1 يناير – كوبا ليبرتادوريس 1960 الفائز بنيارول.

## مواليد

### يناير
- 1 يناير – إيفان مونتيرو
- 1 يناير – برناردو كارفاليو
- 1 يناير – غوستافو دورادو كاتب برازيلي.
- 1 يناير – فرناندا غوميز
- 1 يناير – كارلوس بريتو مدير برازيلي.
- 3 يناير – واشنطن سيزار سانتوس لاعب كرة قدم برازيلي.[1]
- 14 يناير – مارسيا باربوسا فيزيائية برازيلية.[2][2]
- 17 يناير – إزرائيل أندرادي لاعب كرة سلة برازيلي.

### فبراير
- 12 فبراير – أدريانا فالكاو كاتبة سيناريو برازيلية.
- 14 فبراير – باولو روبرتو كوريا[3]
- 22 فبراير – كاسيو موتا لاعب كرة مضرب برازيلي.

### مارس
- 6 مارس – لويس كارلوس بريرا لاعب كرة قدم برازيلي.[4]
- 14 يناير – مارسيا باربوسا فيزيائية برازيلية.[2][2]
- 19 مارس – إليانا إلياس[5]
- 21 مارس – آيرتون سينا[6]
- 27 مارس – ريناتو روسو موسيقي برازيلي.[7]

### أبريل
- 14 أبريل – باولو سانتوس لاعب كرة قدم برازيلي.
- 22 أبريل – ريتا تيكسيرا لاعبة كرة طائرة برازيلية.
- 23 أبريل – ليو جايمي
- 28 أبريل – أندريه بيريزين مجدف برازيلي.[8]

### مايو
- 10 مايو – باولو رودريغيز باك لاعب كرة قدم برازيلي.
- 18 مايو – لويس هنريكي دياز لاعب كرة قدم برازيلي.

### يونيو
- 22 يونيو – روبرتو دو كارمو لاعب ومدرب كرة قدم برازيلي.

### يوليو
- 9 يوليو – تشارلز غافين موسيقي برازيلي.[9]
- 15 يوليو – سيرجيو كاتو ممثل برازيلي.
- 24 يوليو – جوليو لوبيز ممثل برازيلي.
- 28 يوليو – لويز فرناندو كارفاليو[10]

### سبتمبر
- 2 سبتمبر – أرنالدو أنتونيس[11]
- 19 سبتمبر – كارلوس موزير لاعب كرة قدم برازيلي.[12]
- 23 سبتمبر – روي ناسيمنتو لاعب كرة طائرة برازيلي.

### أكتوبر
- 5 أكتوبر – كاريكا لاعب كرة قدم برازيلي.[13]
- 13 أكتوبر – نيكو ريزيند
- 16 أكتوبر – ليلى بينهيرو موسيقية برازيلية.

### ديسمبر
- 6 ديسمبر – إدواردو براغا سياسي برازيلي.
- 9 ديسمبر – كارلوس ألبرتو سوزا دوس سانتوس لاعب كرة قدم برازيلي.

## وفيات

### يناير
- 27 يناير – أوزفالدو أرانيا (مواليد 1894) سياسي برازيلي.[14]

### أبريل
- 3 أبريل – لويز فينهايس (مواليد 1896) لاعب كرة قدم برازيلي.

### يوليو
- 16 يوليو – ألجيستو لورينزاتو (مواليد 1910) لاعب كرة قدم برازيلي.

### نوفمبر
- 22 نوفمبر – نيوتن مندونسا (مواليد 1927) موسيقي برازيلي.[15]